# بروتون انسبيرا

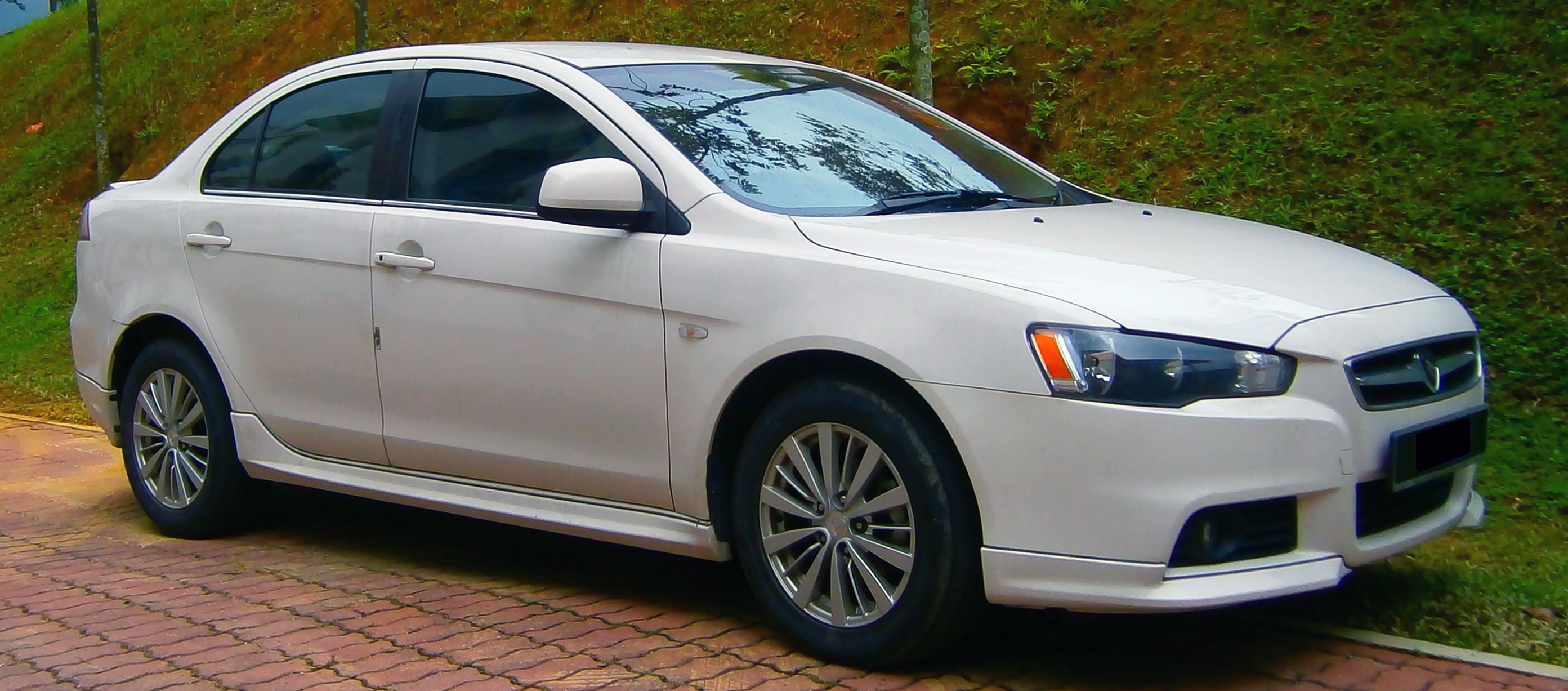
سيارة انسبيرا من الأمام

بروتون انسبيرا هي سيارة تنتج من قبل بروتون الماليزية.

## مواقع
- Proton Inspira نسخة محفوظة 14 ديسمبر 2010 على موقع واي باك مشين.
- Proton Holdings Berhad
- Inspira at a glance